# محمد رجائي قوطان
محمد رجائي قوطان (بالتركية: Mehmet Recai Kutan)‏؛ (30 نيسان 1930 - 7 تشرين الأول 2024)، رئيس لحزب الفضيلة المحلول، ثم رئيس سابق لحزب السعادة، عضو سابق في البرلمان التركي عن محافظة ملطية في انتخابات 1977، ووزير سابق لشؤون الإعمار والإسكان في حكومة سليمان دميريل الإئتلافية (21 يوليو 1977 – 5 يناير 1978). ووزير شؤون الطاقة والمصادر الطبيعية في حكومة نجم الدين أربكان الائتلافية التي شكلها حزب الرفاه بزعامة أربكان مع حزب الطريق القويم عام 1996.

## الولادة والنشاة
ولد في محافظة ملطية لأسرة متوسطة الدخل إذ كان والده مدرسا بإحدى المدارس الابتدائية، مارس قوطان رياضة المصارعة وتأصلت لديه هواية عزف الموسيقى في شبابه. يتميز رجائي قوطان بوجهه البشوش وقدرته على الحوار. متزوج وله ثلاثة أولاد.

## دراسته الجامعية
تخرج قوطان من جامعة إسطنبول التقنية، قسم الهندسة المدنية في عام 1952. وقد عمل قوطان مهندسًا في المشاريع المختلفة وفي مختلف دوائر الدولة. شارك في التيارات المناهضة للشيوعية إبان دراسته الجامعية وانتمى إلى الحركات القومية ذات التوجه الإسلامي.

## التحاقه بالسياسة
دخل الحياة السياسية عبر حزب السلامة الوطني بزعامة نجم الدين أربكان عام 1973، انتخب عضوا في البرلمان من محافظة ملطية في انتخابات 1977 وتولى منصب وزير شؤون الإعمار والإسكان في الحكومة الائتلافية التي تشكلت برئاسة سليمان دميريل، وكان أحد قادة حزب الرفاه الإسلامي بعد عام 1985. تولى منصب وزير شؤون الطاقة والمصادر الطبيعية في الحكومة الائتلافية التي شكلها حزب الرفاه بزعامة أربكان مع حزب الطريق القويم عام 1996، وبعد حل حزب الرفاه الإسلامي شكل أعضاؤه حزبا آخر سموه حزب الفضيلة وانتخبوا رجائي قوطان زعيما له، لكن محكمة الدستور التركية أصدرت قرارا في 22 يونيو/حزيران 2001 بحل حزب الفضيلة بحجة مناهضته للعلمانية ونظام الحكم.
تمخض حل حزب الفضيلة عن حزبين أحدهما حزب العدالة والتنمية بزعامة رجب طيب أردوغان الذي يمثل جناح المجددين داخل حزب الفضيلة، والآخر حزب السعادة بزعامة رجائي قوطان الذي يمثل جناح التقليديين. ويعتبر حزب السعادة استمرارا للتيار الإسلامي الذي يمثله نجم الدين أربكان منذ الستينيات.

## وصلات خارجية
- موقع حزب السعادة
- رئيس حزب السعادة.. حكومة أردوغان أفقرت الشعب حوار - حسام تمام - إسلام أون لاين نت